# Феррье, Поль
Поль Феррье́ (29 марта 1843, Монпелье — сентябрь 1920, Нуан-ле-Фюзелье) — французский драматург и либреттист.

## Биография
Первоначально изучал право, но затем решил оставить занятия юриспруденцию и обратился к литературе и в первую очередь драматургии. Писать комедии начал в 1868 году и тогда же дебютировал как драматург на сцене «Комеди Франсез» с «Revanche d’Iris», комедией в стихах в одном действии. Затем перешёл на водевили: были поставлены «Un Mari qui voisine» (1869), «Une Femme est comme votre ombre» (1870), а позже на сцене театра «Одеон» шли его «La Cremaillère» (1872) и «Gilbert» (1872), комедия в трёх действиях в прозе.
Первые его пьесы прошли относительно незамеченными, однако в 1873 году он стал достаточно известным драматургом благодаря коротким пьесам: «Chez l’avocat», комедии в одном действии, написанной свободным стихом, которая была поставлена на сцене Комеди Франсез, и «Les Incendies de Massoulard», комедии в прозе, поставленной в Пале-Рояле. С этого времени постановки по большинству его произведений имели коммерческий успех и пользовались большой популярностью у публики. К ряду произведений Феррье писали музыку известные французские композиторы. Две комедии, «Compensations» (1876) и «L’Art de tromper les femmes» (1890), были написаны им совместно с Эмилем де Нажаком. Кроме того, его перу принадлежит либретто к опере-буфф «Joséphine vendue par ses sœurs» (1896).
Большой успех имели его пьесы: «Gilbert», «Tabarin» «La Femme de chambre», «Les ilotes de Pithiviers», «Nos députés en robe de chambre», «Le Parisien», «La Rue Bouleau», «La Flamboyante», «La doctoresse», «L’Art de tromper les femmes».
Им также были написаны либретто к целому ряду опер.